# Verde rosso e blu
Verde rosso e blu, traducido en español como Verde, rojo, y azul,  es un álbum de la cantante italiana, Irene Grandi, publicado el 29 de octubre del 1999.
El disco fue premiado con el disco de platino.

## El álbum
Con este disco, Irene Grandi cambió la inclinación del género de su música del anterior funk y pop a un sonido mucho más rock.
El título, según la cantante, es el "volver a las emociones", en cuanto los colores se pueden enfocar a las emociones. El "rosso", o sea rojo, significa la pasión, el "verde" la esperanza, y el "blu", o sea azul, la tranquilidad, todas las cosas de la cual necesitaba la artista después de un periodo de crisis.
Del álbum salieron tres sencillos: Eccezionale, Tutta diversa (come tu mi vuoi), y el title track Verde rosso e blu.
El 21 de febrero de 2000 se publicó una versión especial titulada Verde rosso e blu Speciale Sanremo 2000, con la agregación de la canción, La tua ragazza sempre, que fue presentada por la cantante al Festival di Sanremo 2000 que clasificó al segundo lugar. De esta edición especial, se publicó el sencillo, Francesco, pero solo en radio. El disco es diferente de la edición precedente también porque la cubierta es de un rojo más obscuro y dice Speciale Sanremo 2000.

## Canciones
| #   | Título                                                                         | Duración |
| --- | ------------------------------------------------------------------------------ | -------- |
| 01. | “Eccezionale” Excepcional                                                      | (04:38)  |
| 02. | “Verde rosso e blu” Verde rojo y azul                                          | (04:15)  |
| 03. | “Tutta diversa (come tu mi vuoi)” Completamente diferente (como tú me quieres) | (04:26)  |
| 04. | “Sto peggiorando” Estoy empeorando                                             | (05:09)  |
| 05. | “Francesco” Francesco                                                          | (05:10)  |
| 06. | “Limbo” Limbo                                                                  | (03:41)  |
| 07. | “Pettine e spazzola” Peinilla y cepillo                                        | (04:50)  |
| 08. | “Contatto” Contacto                                                            | (03:48)  |
| 09. | “Che fatica si fa a cambiare vita” Que agotador es cambiarse la vida           | (03:59)  |
| 10. | “Rido senz'anima” Río sin alma                                                 | (03:50)  |

Edición de Sanremo
| #   | Título                                                                         | Duración |
| --- | ------------------------------------------------------------------------------ | -------- |
| 01. | “Eccezionale” Excepcional                                                      | (04:38)  |
| 02. | “Verde rosso e blu” Verde rojo y azul                                          | (04:15)  |
| 03. | “Tutta diversa (come tu mi vuoi)” Completamente diferente (como tú me quieres) | (04:26)  |
| 04. | “Sto peggiorando” Estoy empeorando                                             | (05:09)  |
| 05. | “Francesco” Francesco                                                          | (05:10)  |
| 06. | “Limbo” Limbo                                                                  | (03:41)  |
| 07. | “Pettine e spazzola” Peinilla y cepillo                                        | (04:50)  |
| 08. | “Contatto” Contacto                                                            | (03:48)  |
| 09. | “La tua ragazza sempre” Tu chica siempre                                       | (04:15)  |
| 10. | “Che fatica si fa a cambiare vita” Que agotador es cambiarse la vida           | (03:59)  |
| 11. | “Rido senz'anima” Río sin alma                                                 | (03:50)  |

- Datos: Q4009904